# 프렌즈마블
《프렌즈마블》은 원더피플에서 제작하여 카카오게임즈에서 2017년 12월 12일 출시하여 2022년 2월 22일 서비스 종료한 모바일 보드 게임이다. 본 게임은 유명 보드 게임인 부루마불이랑 비슷한 점을 가지고 있다. 카카오게임즈의 캐릭터인 카카오 프렌즈 캐릭터들을 활용했으며, 부루마불과 비슷하지만 새로운 '은행', '핫플레이스', '행운', '시세폭등' 등의 칸을 제작하는 등의 점이 다르다.
부루마불은 프렌즈마블과 모두의 마블이 자신의 부루마불과 비슷하다고 소송을 했다. 이후 부루마불이 재판에서 모두 승소했다. 이에 모두의 마블은 저작권료를 내겠다고 했는데 프렌즈 마블은 자신은 고유의 캐릭터도 있고 게임의 방식과 룰도 조금 다르다고 주장을 해서 자신이 저작권을 따로 가져야 한다고 주장을 했다. 프렌즈마블은 부루마불에게 저작권료를 지급하는 것을 대신해 서비스 종료를 했다.
출시 직후 2017년 12월 29일 국내 구글플레이 게임 부문 매출 순위에서 9위를 기록하여 인기몰이를 하였다.

## 규칙
2인전, 3인전 및 2:2 팀전과 5턴 동안은 자기의 땅을 마음대로 지을 수 있는 스피드 모드가 있다. 그리고 최근에 슈퍼 리그가 생겼는데 유턴이나 터널 같은 새로운 기능들이 추가 되었다. 빈 땅에 건물을 짓거나 상대방의 땅을 인수(상대의 땅에 랜드마크가 없을 경우)하려면 땅값을 지불하고 슬롯머신을 통해 건물을 짓거나 돈을 수령한다. 슬롯머신에서 배수가 나오면 배수가 나온 만큼 건물을 더 짓거나 돈을 더 지급한다. 슬롯머신이 사이에 멈추면 그 칸은 무효이다. 내 땅에 도착한 경우 랜드마크 건설 확률이 2배 증가한다. 랜드마크를 건설할 시 상대가 내 지역을 인수 할 수 없다. 다만 황금열쇠에서 랜덤의 확률로 반값인수가 나오거나 유도장치 스킬이(레벨에 따라 1~3턴이내에 황금열쇠칸에 가면 100%확률로 반값인수 카드가 나온다) 발동되어1~3턴이내에 황금열쇠 칸에 도착해서 반값인수를 하면 된다.
통행료는 (도시 구매 비용 + 건물에 할당된 가격) × 배수로 결정된다. 여담으로 게임 시스템이 모두의마블과 비슷하다.